# Oliver Smithies
Oliver Smithies (Halifax, 23 luglio 1925 – Chapel Hill, 10 gennaio 2017) è stato un genetista inglese naturalizzato statunitense, premio Nobel per la medicina nel 2007 (assegnato l'8 ottobre).
Laureatosi in fisiologia nel Regno Unito nel 1946, consegue una seconda laurea cinque anni dopo in biochimica. Intanto mette a punto la tecnica dell'elettroforesi su gel. Partito per gli Stati Uniti, per problemi legati al visto del suo passaporto inglese è costretto a fermarsi in Canada e lavora presso un laboratorio di Toronto dal 1953 al 1960. Dal 1960 al 1988, è dapprima assistente, poi docente di genetica, all'Università del Wisconsin-Madison e in questo ambito compie degli studi sulla fibrosi cistica.
Dal 1988 è professore di patologia e di medicina di laboratorio all'Università della Carolina del Nord. Nel 2002, conduce insieme a sua moglie, la dottoressa Nobuyo Maeda, uno studio sull'ipertensione utilizzando animali da esperimento geneticamente modificati.
In contemporanea a Mario Capecchi, altro premio Nobel per la medicina 2007, ha scoperto e messo a punto la tecnica del gene targeting per la creazione di topi knockout, ovvero topi con alcuni geni disattivati. La scoperta è di fondamentale importanza per la biologia e per la medicina nel campo della cura di molte malattie, e tale scoperta ha portato i due genetisti, che pure hanno lavorato indipendentemente l'uno dall'altro, a vincere il premio Nobel nel 2007 insieme a Martin Evans.
Nel 2014, ha partecipato al meeting Le 2ue culture tenutosi ad Ariano Irpino, parlando agli studenti di BioGeM.